# Пекинский симфонический оркестр
Пекинский симфонический оркестр (кит. 北京交响乐团) — китайский симфонический оркестр, базирующийся в Пекине.
Оркестр был основан в 1977 году дирижёром Ли Дэлунем. Сегодня Пекинский симфонический оркестр — один из наиболее известных в Китае. Он регулярно участвует в различных культурных мероприятиях и ежегодно даёт около 80 концертов. Многие выступления оркестра транслируются на всю страну Центральным телевидением Китая. Репертуар оркестра, наряду с классическими шедеврами различных эпох и стилей от Бетховена до Копленда, включает в себя произведения современных китайских композиторов. Каждый год проводится несколько премьер их сочинений. Помимо активной концертной деятельности внутри страны оркестр гастролирует в Германии, Австралии, Хорватии и Корее. С Пекинским оркестром сотрудничали многие знаменитые музыканты Европы, Азии и Америки, в том числе Андреа Бочелли, Хосе Каррерас, Энь Шао, Вадим Репин, Владимир Овчинников, Евгений Светланов, Сара Брайтман, Жан-Мишель Жарр.